# Italiensk rävsvingel
Italiensk rävsvingel (Vulpia ligustica) är en gräsart som först beskrevs av Carlo Allioni, och fick sitt nu gällande namn av Heinrich Friedrich Link. Enligt Catalogue of Life ingår Italiensk rävsvingel i släktet ekorrsvinglar och familjen gräs, men enligt Dyntaxa är tillhörigheten istället släktet ekorrsvinglar och familjen gräs. Arten förekommer tillfälligt i Sverige, men reproducerar sig inte. Inga underarter finns listade i Catalogue of Life.